# Sharpes
Sharpes is een plaats (census-designated place) in de Amerikaanse staat Florida, en valt bestuurlijk gezien onder Brevard County.

## Demografie
Bij de volkstelling in 2000 werd het aantal inwoners vastgesteld op 3415.

## Geografie
Volgens het United States Census Bureau beslaat de plaats een oppervlakte van
16,3 km², waarvan 7,7 km² land en 8,6 km² water. Sharpes ligt op ongeveer 5 m boven zeeniveau.

## Plaatsen in de nabije omgeving
De onderstaande figuur toont nabijgelegen plaatsen in een straal van 20 km rond Sharpes.